# Разумов, Михаил Осипович
Михаи́л О́сипович Ра́зумов (настоящее имя — Арон Иосифович Арханцев; 1894, Глухов, Черниговская губерния — 30 октября 1937, Москва) — советский партийный и государственный деятель.

## Биография
Член РСДРП с 1913 года, избирался членом ЦРК (1930—34) и ЦК ВКП(б) (1934—1937). Член ЦИК СССР.
Участник Февральской и Октябрьской революций.
- 1918 г. — заведующий организационно-инструкторским отделом Южного областного СНХ (Харьков),
- 1919 г. — начальник политического управления Одесского военного округа,
- 1919—1920 гг. — политический инспектор частей Южного фронта,
- 1920 г. — председатель Донецкого губернской рабоче-крестьянской инспекции,
- 1920—1922 гг. — ответственный секретарь Луганского уездного комитета КП(б) Украины (Донецкая губерния), ответственный секретарь губернского комитета КП(б) Украины, заведующий губернской рабоче-крестьянской инспекцией.

Руководитель региональных партийных организаций:
- 1922—1923 гг. — ответственный секретарь Рыбинского губернского комитета РКП(б),
- 1923—1924 гг. — ответственный секретарь Орловского губернского комитета РКП(б),
- 1924—1927 гг. — ответственный секретарь Башкирского областного комитета РКП(б) — ВКП(б),
- 1928—1933 гг. — первый секретарь Татарского областного комитета ВКП(б),
- 1933—1937 гг. — первый секретарь Восточно-Сибирского краевого комитета ВКП(б).

В 1927—1928 гг. находился на партийной работе в Китае, подвергался аресту.
В 1937 году репрессирован, расстрелян.
В 2005 году восстановлен в праве на орден Ленина, которого был лишён в 1937 году.

Дружил с П. В. Аксёновым. Супруга которого Евгения Гинзбург вспоминала: 
...Мы знали этого «первого бригадира Татарстана» (такая формула подхалимства была в то время в ходу) очень хорошо.
Это был человек, полный противоречивых качеств. При несомненной преданности партии, при больших организаторских данных, он был очень склонен к «культу» собственной личности. Я познакомилась с ним в 1929 году, и он овельможивался буквально на моих глазах. Еще в 1930 году он занимал всего одну комнату в квартире Аксеновых, а проголодавшись, резал перочинным ножичком на бумажке колбасу. В 1931 году он построил «Ливадию» и в ней для себя отдельный коттедж. А в 1933-м, когда за успехи в колхозном строительстве Татария была награждена орденом Ленина, портреты Разумова уже носили с песнопениями по городу...